# Revolving Door
Revolving Door - песня американской рэп-рок группы Crazy Town. Композиция была выпущена 30 июля 2001 года в качестве четвертого сингла с дебютного альбома коллектива «The Gift of Game». На песню режиссёром Грегори Дарком был снят видеоклип. Съёмки проходили 2 и 3 мая в Лос-Анджелесе. Сингл добрался до высоких позиций в чартах Финляндии и Великобритании.

## Список песен
| №  | Название         | Длительность |
| -- | ---------------- | ------------ |
| 1. | «Revolving Door» | 3:44         |
| 2. | «Revolving Door» | 3:55         |
| 3. | «Butterfly»      | 3:35         |